# Dimitris Nikolaou
Dimitrios ("Dimitris") Nikolaou (Chalkis, 13 augustus 1998) is een Grieks voetballer die doorgaans speelt als centrale verdediger. In juli 2024 verruilde hij Spezia voor Palermo. Nikolaou maakte in 2018 zijn debuut in het Grieks voetbalelftal.

## Clubcarrière
Nikolaou speelde in de jeugd van Olympiakos en brak ook door bij die club. Zijn competitiedebuut voor de recordkampioen maakte de verdediger op 29 januari 2017, toen met 1–2 gewonnen werd van PAE Veria. Jeffrey Sarpong zorgde voor het tegendoelpunt, maar door treffers van Kostas Fortounis en Luka Milivojević trokken de bezoekers toch aan het langste eind. Nikolaou mocht van coach Paulo Bento in de basis starten en hij speelde het gehele duel mee. Met het behalen van de landstitel kwalificeerde Olympiakos zich voor de UEFA Champions League. Hierin speelden de Grieken op 18 oktober 2017 op bezoek bij FC Barcelona en Nikolaou mocht in de basis starten. Na achttien minuten werkte hij de bal achter zijn eigen doelman Silvio Proto. Barcelona zag Gerard Piqué uit het veld gestuurd worden door scheidsrechter William Collum met twee gele kaarten, maar in de tweede helft breidde het wel de score uit. Via treffers van Lionel Messi en Lucas Digne werd het 3–0. Een minuut voor tijd mocht Nikolaou revanche nemen voor zijn eigen treffer; op aangeven van Fortounis kopte hij de bal achter Marc-André ter Stegen. Bij 3–1 zou het blijven.
In januari 2019 werd de Griek voor een halfjaar verhuurd aan Empoli. Bij Empoli speelde hij vier competitiewedstrijden waarna de Italianen hem definitief overnamen voor circa drieënhalf miljoen euro. Met Empoli zakte de verdediger af naar de Serie B. Nikolaou zette zijn handtekening onder een verbintenis voor de duur van vier seizoenen. Twee jaar na zijn komst nam Spezia hem over voor drie miljoen euro en contracteerde hem voor vijf seizoenen. Aan het einde van het seizoen 2022/23 degradeerde Nikolaou met Spezia uit de Serie A. Een niveau lager ontliep de club nipt de nacompetitie tegen degradatie. Nikolaou verkaste in de zomer van 2024 voor circa anderhalf miljoen euro naar competitiegenoot Palermo, waar hij voor vier jaar tekende. Bari huurde de Griek in juli 2025.

## Clubstatistieken
| Seizoen | Club       | Competitie   | Competitie | Competitie | Beker | Beker | Internationaal | Internationaal | Totaal | Totaal |
| Seizoen | Club       | Competitie   | Wed.       | Dlp.       | Wed.  | Dlp.  | Wed.           | Dlp.           | Wed.   | Dlp.   |
| ------- | ---------- | ------------ | ---------- | ---------- | ----- | ----- | -------------- | -------------- | ------ | ------ |
| 2016/17 | Olympiakos | Super League | 2          | 0          | 4     | 1     | 0              | 0              | 6      | 1      |
| 2017/18 | Olympiakos | Super League | 9          | 0          | 7     | 0     | 3              | 1              | 19     | 1      |
| 2018/19 | Olympiakos | Super League | 0          | 0          | 1     | 0     | 0              | 0              | 1      | 0      |
| 2018/19 | → Empoli   | Serie A      | 4          | 0          | 0     | 0     | —              | —              | 4      | 0      |
| 2019/20 | Empoli     | Serie B      | 16         | 0          | 3     | 0     | —              | —              | 19     | 0      |
| 2020/21 | Empoli     | Serie B      | 29         | 0          | 0     | 0     | —              | —              | 29     | 0      |
| 2021/22 | Spezia     | Serie A      | 36         | 0          | 1     | 1     | —              | —              | 37     | 1      |
| 2022/23 | Spezia     | Serie A      | 37         | 1          | 2     | 0     | —              | —              | 39     | 1      |
| 2023/24 | Spezia     | Serie B      | 34         | 0          | 2     | 0     | —              | —              | 36     | 0      |
| 2024/25 | Palermo    | Serie B      | 29         | 1          | 1     | 0     | —              | —              | 30     | 1      |
| 2025/26 | → Bari     | Serie B      | 0          | 0          | 0     | 0     | —              | —              | 0      | 0      |
| Totaal  | Totaal     | Totaal       | 196        | 2          | 21    | 2     | 3              | 1              | 220    | 5      |

Bijgewerkt op 22 juli 2025.

## Interlandcarrière
Nikolaou maakte zijn debuut in het Grieks voetbalelftal op 15 mei 2018, toen met 2–0 verloren werd van Saoedi-Arabië door doelpunten van Salem Al-Dawsari en Mohamed Kanno. De verdediger mocht van bondscoach Michael Skibbe in de basis beginnen en hij speelde de volledige negentig minuten mee. De andere debutanten waren Dimitris Giannoulis, Spyros Risvanis (beiden Atromitos), Thanasis Androutsos (eveneens Olympiakos), Mihalis Manias (Asteras Tripoli), Dimitrios Limnios (PAOK Saloniki), Vasilis Lambropoulos en Konstantinos Galanopoulos (beiden AEK Athene).
| Interlands van Dimitris Nikolaou voor Griekenland | Interlands van Dimitris Nikolaou voor Griekenland | Interlands van Dimitris Nikolaou voor Griekenland | Interlands van Dimitris Nikolaou voor Griekenland | Interlands van Dimitris Nikolaou voor Griekenland | Interlands van Dimitris Nikolaou voor Griekenland | Interlands van Dimitris Nikolaou voor Griekenland |
| №                                                 | Datum                                             | Wedstrijd                                         | Uitslag                                           | Competitie                                        | Goals                                             |                                                   |
| Als speler bij Olympiakos                         | Als speler bij Olympiakos                         | Als speler bij Olympiakos                         | Als speler bij Olympiakos                         | Als speler bij Olympiakos                         | Als speler bij Olympiakos                         | Als speler bij Olympiakos                         |
| ------------------------------------------------- | ------------------------------------------------- | ------------------------------------------------- | ------------------------------------------------- | ------------------------------------------------- | ------------------------------------------------- | ------------------------------------------------- |
| 1                                                 | 15 mei 2018                                       | Saoedi-Arabië – Griekenland                       | 2 – 0                                             | Vriendschappelijk                                 |                                                   |                                                   |

Bijgewerkt op 22 juli 2025.

## Erelijst
| Competitie   |            |            |            |            |
| Competitie   | Aantal     | Jaren      |            |            |
| Olympiakos   | Olympiakos | Olympiakos | Olympiakos | Olympiakos |
| ------------ | ---------- | ---------- | ---------- | ---------- |
| Super League | 1          | 2016/17    |            |            |
| Empoli       |            |            |            |            |
| Serie B      | 1          | 2020/21    |            |            |